# Towarzystwo Karpackie (Polska)
Towarzystwo Karpackie – polskie stowarzyszenie społeczno-kulturalne powstałe w 1990 r. w Warszawie, skupiające osoby zainteresowane Karpatami jako pewnego rodzaju fenomenem geograficzno-historyczno-kulturowym. Pomysł jego powołania pojawił się w środowisku miłośników gór wywodzącym się z warszawskiego Studenckiego Koła Przewodników Beskidzkich, dla których miało się ono stać „...forum, na którym mogliby się spotykać ludzie o różnych poglądach, przedstawiciele różnych narodowości, obywatele różnych państw, wszyscy, dla których Karpaty są obiektem zainteresowań czy przedmiotem badań”.

## Historia
Zostało powołane na zebraniu założycielskim w dn. 15 marca 1990 r. w Warszawie, na którym uchwalony został statut Towarzystwa oraz powołany Komitet Założycielski (Andrzej Wielocha – przewodniczący, Adam Kulewski – sekretarz, Juliusz Marszałek – skarbnik oraz Paweł Luboński i Tadeusz M. Trajdos – członkowie). Towarzystwo zostało zarejestrowane 15 maja 1990 r. w Sądzie Wojewódzkim w Warszawie. Pierwsze walne zabranie Towarzystwa odbyło się w dn. 20 czerwca w gmachu SGGW-AR w Warszawie. Na czele jego władz stanął Andrzej Wielocha.
Siedzibą Towarzystwa jest Warszawa, a terenem działania wszystkie kraje, obejmujące choć fragment Karpat. Cele działania Towarzystwa obejmują m.in. wspólne uprawianie karpackich zainteresowań jego członków, prowadzenie, inspirowanie i wspieranie studiów oraz badań naukowych, a także publikowanie i popularyzowanie ich wyników, podejmowanie działań na rzecz ochrony przyrody Karpat i ich środowiska kulturowego, popieranie działań na rzecz zachowania tożsamości poszczególnych grup etnicznych i etnograficznych zamieszkujących te góry.
Towarzystwo inicjuje szereg działań etnograficzno-społecznych na Łemkowszczyźnie, Bojkowszczyźnie i Huculszczyźnie oraz wiele projektów społeczno-kulturalnych, w ramach których m.in. przywrócono obchody tradycyjnych kermeszy łemkowskich w Olchowcu. Było organizatorem m.in. sesji popularnonaukowych „Bojkowszczyzna”, „Żydzi w Karpatach”, „Niemcy w Karpatach”, „Odkrywamy Huculszczyznę”, „Wielokulturowość w Karpatach – każdy naród dawał, każdy brał”.
W ramach działalności wydawniczej Towarzystwo publikowało półrocznik „Płaj” z podtytułem „Almanach karpacki”.